# Opoptera staudingeri
Opoptera staudingeri är en fjärilsart som beskrevs av Frederick DuCane Godman och Osbert Salvin 1894. Opoptera staudingeri ingår i släktet Opoptera och familjen praktfjärilar. Inga underarter finns listade i Catalogue of Life.